# عبیر السهلانی
عبیر السهلانی (انگلیسی: Abir Al-Sahlani؛ زادهٔ ۱۸ مهٔ ۱۹۷۶) سیاستمدار اهل سوئد است.